# RAD Data Communications
RAD Data Communications (znana również jako „RAD”) – prywatna firma z siedzibą w Tel Awiwie (Izrael), zajmującą się projektowaniem i produkcją urządzeń dla sieci komputerowych. Założona została w 1981 przez Zohara Zisapela i jego brata Yehuda, obecnie jest częścią RAD Group. Firma produkuje urządzenia obsługujące następujące standardy: TDM, Ethernet, MPLS, IP, ATM, Frame Relay, E1/T1, E3/T3, xDSL, i SDH/SONET.
W 1998 RAD opracował TDMoIP (TDM over IP).